# Sarah Hauser (Windsurferin)
Sarah Hauser (* 18. Mai 1989 in Neukaledonien) ist eine professionelle Windsurferin, dreifache Gewinnerin der International Windsurfing Tour (IWT), zweifache Gewinnerin des Aloha Classic und weibliche Rekordhalterin für das Windsurfen der höchsten Welle.

## Leben
Hauser ist im französischen Überseegebiet Neukaledonien geboren und aufgewachsen. Früh nahmen sie ihre Eltern, beide Mediziner, regelmäßig auf ihrem Boot zu Ausflügen mit, was in ihr die Begeisterung für das Meer entzündete. Mit zwölf Jahren schrieb ihr Vater sie bei einem Segelclub ein, wo sie zunächst in der Bootsklasse Optimist ihre ersten eigenen Erfahrungen im Wassersport machte. Mit 15 Jahren wandte sie sich jedoch dem Windsurfen zu. Besonders reizten sie die großen Wellen. Aufgrund des Neukaledonischen Barriereriffs musste sie allerdings mit dem Boot rund 30 km hinausfahren, um die hohen, ungebrochenen Wellen zu finden. Sie befand damals (2004):

« Le windsurf dans les vagues c'est l'aventure ; il y a cette l'adrénaline, cette interaction avec la nature d'une manière très puissante. La première fois j'ai vu des vagues de 3 m c'était magnifique, tu t'oublies complètement. Tu oublies ce que tu es, tu ressens juste la nature sous tes pieds et ça : ça m'a transformé. »

„Das Windsurfen in den Wellen ist ein Abenteuer; es gibt dieses Adrenalin, diese Interaktion mit der Natur auf eine sehr starke Weise. Das erste Mal, als ich drei Meter hohe Wellen sah, war phantastisch, du vergisst dich total. Du vergisst, was du bist, du fühlst nur die Natur unter den Füßen ... und das hat mich verändert.“

Bevor sie sich jedoch ganz dem Sport widmen konnte, wurde sie von ihren Eltern ermuntert, eine sicherere Zukunft anzustreben als den Wassersport oder die Musik, ihre zweite Passion. Mit jungen Jahren lernte sie intensiv das Klavierspielen, außerdem spielte sie Gitarre und trat in Musikbands auf. Nachdem sie in Nouméa Vorbereitungskurse in höherer Mathematik besucht hatte, wurde sie an einer Ingenieurhochschule in Grenoble angenommen. 2012 machte sie ihren Master in Informatik und belohnte sich anschließend mit einer sechswöchigen Reise nach Maui. Während ihres Aufenthalts nahm sie am Aloha-Classic-Wettbewerb teil. Sie wollte vor ihrem Berufsleben noch einmal Spaß haben. Der Wettbewerb verlief für sie äußerst gut. 
In einem Interview erklärte sie, der entscheidendste Moment in ihrem Leben war bei ihrer anschließenden Rückkehr nach Neukaledonien. Als sie auf dem Einreiseformular u. a. auch ihren Beruf angeben musste, trug sie spontan „Professionelle Windsurferin“ ein. Sie beschloss in diesem Moment, dass das ihr Beruf ist. Daraufhin entschied sie sich, für ein Jahr nach Maui zurückzukehren, um an Windsurf- sowie Stand-Up-Paddling-Wettbewerben teilzunehmen und zu sehen, wohin es führen würde. Sie zog in eine WG  und nahm verschiedene Nebenjobs an, um ihre Teilnahme an Wettbewerben zu finanzieren. Außerdem hatte sie schon nach ihrer ersten Teilnahme am Aloha Classic einen Sponsor gefunden.

## Sportliche Karriere
Sie gewann 2015, 2016 und 2018 die International Windsurfing Tour, 2017 und 2018 war sie Siegerin beim Aloha Classic-Wettbewerb. Im Dezember 2019 bereitete sie sich auf eine der für Windsurfer aufregendsten Wellen vor: Jaws. In einem Interview erklärte sie, dass sie sich davor fürchtete. Monatelang besuchte sie vorher einen Trainer, der ihr durch Hypnose diese Angst nahm. Am 31. Dezember 2019 ritt sie eine 10,97 m hohe Welle und wurde damit im Guinness-World-Records-Buch als Rekordhalterin für das Windsurfen der höchsten Welle gelistet. Am 22. Januar 2023 schlug sie ihren eigenen Rekord und surfte an gleicher Stelle eine 12,19 m hohe Welle.

## Dokumentarfilm
Im Jahr 2017 drehte Regisseur Steven Esparza den 60-Minuten-Dokumentarfilm „Girl on Wave“ über das Leben und die sportliche Karriere Sarah Hausers. Es ist der erste Windsurfing-Film, der komplett in 5K gedreht wurde, und erhielt auf der Rezensionswebsite Rotten Tomatoes sehr gute Kritiken.